# Nienwohld
Nienwohld (niederdeutsch Nienwoold) ist eine Gemeinde im Kreis Stormarn in Schleswig-Holstein.

## Geografie

### Geografische Lage
Das Gemeindegebiet von Nienwohld erstreckt sich im Osten des Naturraums Barmstedt-Kisdorfer Geest (Haupteinheit Nr. 694) an der Biegung des Flusslaufs der Alster in Richtung Süden  auf dem östlichen Uferbereich.

### Ortsteile
Siedlungsgeografisch ist das für die Gemeinde namenstiftende Dorf einziger Wohnplatz in der Gemeinde.  Daneben werden gelegentlich die Einzelsiedlungen entlang der Straße Drögen entsprechend der ortsnahen Geländebezeichnung zu einem weiteren Ortsteil zusammengefasst (Nienwolder Rögen bzw. Nienwohld-Rögen).

### Nachbargemeinden
Nienwohld ist unmittelbar umgeben von den Gemeindegebieten von:
| Nahe | Itzstedt                                    | Sülfeld    |
|      | Kompassrose, die auf Nachbargemeinden zeigt | Elmenhorst |
|      | Bargfeld-Stegen                             |            |

## Geschichte
Im Jahre 1256 wurde die Gemeinde erstmals als Nova Silva erwähnt. Der Name bedeutet Neuer Wald.
Als im Jahr 1529 der Alster-Trave-Kanal fertiggestellt wurde, ein direkter Nord-Ostsee-Kanal, führte dieser durch die Gemarkung Nienwohld entlang des Dorfes Nienwohld.
In der ehemaligen Gaststätte des Ortes unterhielt die Organisation Youth for Understanding bis 2005 ein Schulungszentrum für angehende Austauschschüler und ausländische Schüler, die ihr Austauschjahr in Deutschland verbrachten.

## Politik

### Gemeindevertretung
Bei der Kommunalwahl 2023 errang die Aktive Wählergruppe Nienwohl e. V. erneut alle neun Sitze in der Gemeindevertretung. Die Wahlbeteiligung betrug 55,0 Prozent.

### Wappen
Blasonierung: „Von Blau und Rot durch einen silbernen Balken abgeflacht geteilt. Oben ein fliegender, silberner Kranich, unten eine silberne Torflore.“

## Sehenswürdigkeiten
Das (größtenteils) im Gemeindegebiet befindliche Hochmoor Nienwohlder Moor steht seit 1982 unter Naturschutz. In dem Gebiet finden sich heute wieder viele verschiedene Libellenarten, der große Brachvogel, die Schnepfe, der Goldregenpfeifer, die Sumpfohreule sowie Kranich, Seeadler und Sturmmöwe.

## Verkehr
Die Gemeinde Nienwohld liegt in ländlicher Umgebung an der Verbindungsstraße (gewidmet als Stormarner Kreisstraße 60) die südwestlich im Ort Bargfeld-Stegen von der Bundesstraße 75 abzweigt und in nordöstlicher Richtung in Richtung der Gemeinde Sülfeld weiter führt.

## Persönlichkeiten
- Der Regisseur und Schauspieler Detlev Buck wuchs in Nienwohld auf und lebt dort.